# Смерч 16 (29) июня 1904 года

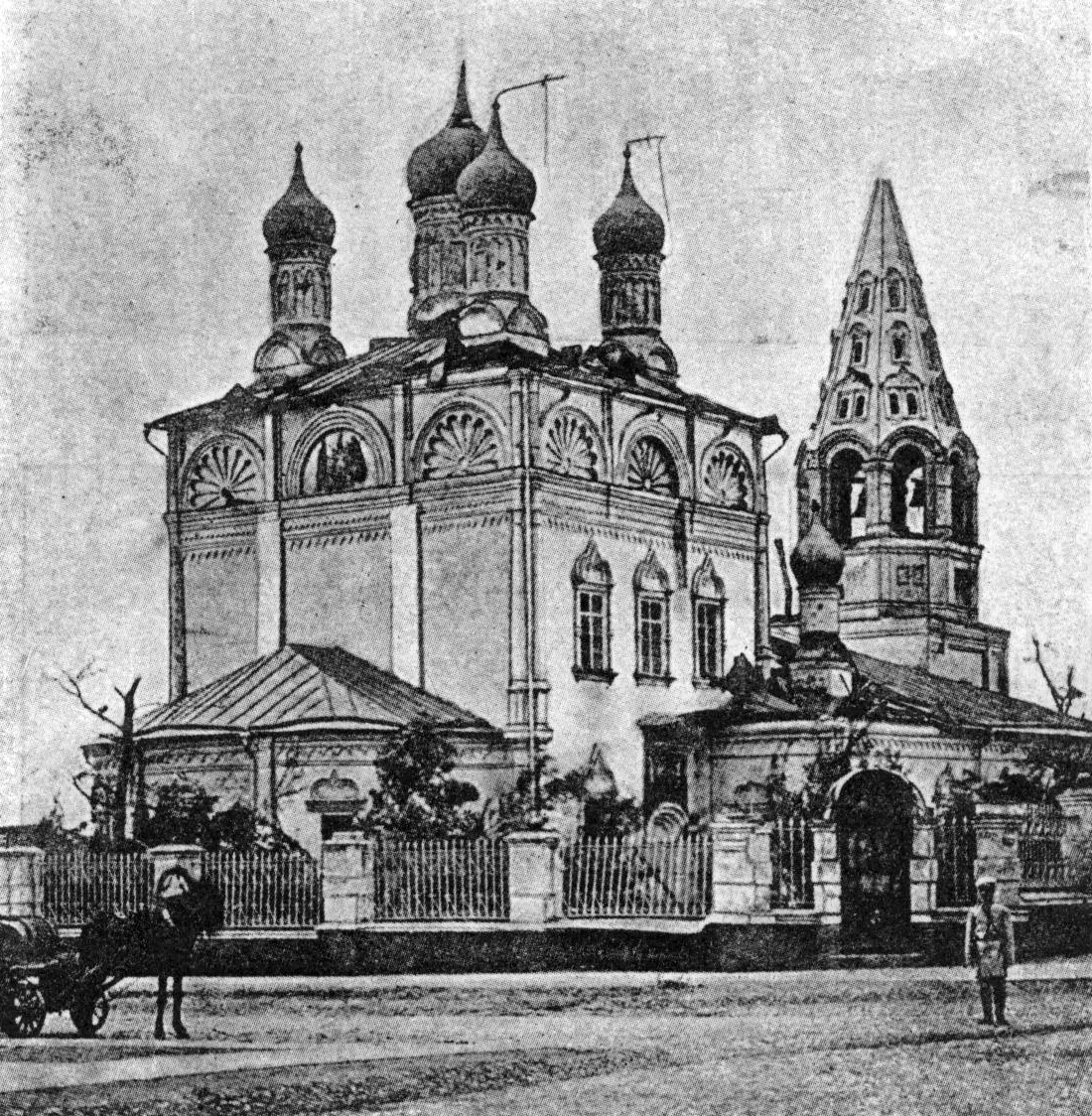
Храм Петра и Павла в Лефортове после смерча

Смерч 16 [29] июня 1904 года — стихийное бедствие, произошедшее в центральной части России. Мощный шквалистый ветер, зародившийся в Тульской губернии, прошёл над восточными окраинами Москвы в сторону Ярославля. На подходе к Москве сформировалось два смерча, уничтожившие Люблино, Карачарово, Анненгофскую рощу, Чагино, Капотню, Грайвороново, разрушившие Кузьминки, Калитники, постройки в Лефортово, Басманной части, Сокольниках, в Лосином острове.
Возможно, существовала и третья воронка, так как село Петровско-Разумовское тоже пострадало.
Количество погибших оценивается от нескольких десятков до ста человек и более. Ранено было 233 человека, материальный ущерб оценили в 1 млн рублей.

## Описание
За время прохождения урагана в Москве выпало 162 мм осадков. Разрушения, порождённые смерчем в самой Москве (Анненгофская роща, Лефортово, Сокольники), были описаны множеством очевидцев, в том числе В. А. Гиляровским в очерках «Ураган» и «Русское слово»: 
Я видел его начало и конец: пожелтело небо, налетели бронзовые тучи, мелкий дождь сменился крупным градом, тучи стали черными, они задевали колокольни. Наступивший мрак сменился сразу зловеще жёлтым цветом. Грянула буря, и стало холодно. Над Сокольниками спустилась чёрная туча — она росла снизу, а сверху над ней опускалась такая же другая. Вдруг всё закрутилось … среди зигзагов молний вспыхивали жёлтые огни, и багрово-жёлтый огненный столб крутился посередине. Через минуту этот ужас оглушающе промчался, руша все на своем пути. Неслись крыши, доски, звонили колокола; срывало кресты и купола, вырывало с корнем деревья; огромная Анненгофская роща была сбрита; столетние деревья или расщеплены, или выворочены с корнем. Было разрушено огромное здание Кадетского корпуса и Фельдшерской школы. По улицам — горы сорванных железных крыш, свёрнутых в трубочку, как бумага. Кое-где трупы. Много убитых и раненых… — В. А. Гиляровский, «Русское слово».
Фактически разрушения начались в дальних юго-восточных пригородах Москвы (за современными границами города, а именно с Подольска), что даёт основание предполагать, что образовалось несколько смерчей. Ширина грозового облака составляла 15 — 20 км, и оно только чудом не затронуло центр города.
Благодарение Господу Богу несчастий с людьми не было и также и постройки все сохранились… При этом несчастия были и с людьми, и разрушены жилые постройки в Московском уезде в 18 верстах расстояния от Суханова … Так в селении Капотня снесло 200 домов, в Чагине из 67 домов уцелели только 2 дома, Хохловка вся уничтожена — Летопись Богородицерождественской церкви с. Суханова.
Общее число разрушенных зданий не подсчитывалось, но с учётом крестьянских изб оценивается в несколько тысяч домов (Разуваев). Известны фотографии деревянных домов в Басманной части, сорванных с фундаментов и буквально переброшенных через улицу. Анненгофская роща, площадью в полтора квадратных километра, была буквально вырвана с корнем за пару минут. К западу от неё сорвало крыши с капитальных трёхэтажных зданий кадетского корпуса (судя по фотографиям, сами здания не были разрушены, как о том сообщал Гиляровский). Около ст. «Сортировочная» 6 товарных вагонов, стоявших на запасных путях, были повалены на бок. Перемещаясь на северо-запад, смерч вновь немного повернул, теперь несколько вправо, и пошёл на Сокольники. Здесь произошло полное разрушение леса в полосе шириной от 150 до 300 метров. Побушевав в Сокольниках и в Лосином Острове, смерч перебрался через Яузу и ушёл в сторону Мытищ, в окрестностях которых и рассеялся.

## Современные оценки
По современным подсчётам, скорость перемещения смерча достигала 55—60 км/ч. Опираясь на разрушения, по пятибалльной классификации Фудзиты московский смерч можно отнести к категории сильных (F2 — F3/TORRO4 — TORRO7).